# Pseudocyclopina livingstoni
Pseudocyclopina livingstoni is een eenoogkreeftjessoort uit de familie van de Hemicyclopinidae. De wetenschappelijke naam van de soort is voor het eerst geldig gepubliceerd in 2002 door Pesce & Pandourski.